# Арарат (марз)
39° 55′ N 44° 43′ E / 39.917° С; 44.717° И
Арарат марз (јерм. Արարատ մարզ) представља једну од 11 административних целина Републике Јерменије (односно 1 од 10 марзева). Провинција је име добила по планини Арарат коју Јермени сматрају својом светом планином, а чија силуета доминира целом провинцијом (иако је на територији данашње Турске).
Арарат марз се простире у југозападним деловима Јерменије у подручју Араратске равнице која се од Севанске котлине спушта ка Араксу. Граничи се са марзевима Вајоц Џор на југоистоку, Гехаркуник на истоку, на северу је Котајк и административно подручје града Јеревана, док је на северозападу Армавир. Река Аракс на југу представља границу са Турском, док је на југоистоку Нахчиванска Република (Азербејџан). Окружује азербејџанску ексклаву Карки, која је од 1992. де факто под контролом Јерменије.
Укупна површина провинције је 2.096 km² или 7,1% површине државе. На том подручју је 2010. живело 279.200 становника или око 9% популације земље.
Административни центар марза је град Арташат, а статус града имају још и Арарат, Веди и Масис.
Арарат је једна од привредно најразвијенијих јерменских провинција, а привреда се углавном базира на агрикултури, узгоју воћа, раног поврћа и винове лозе.
У провинцији се налази манастир Хор Вирап и рушевине древног града Двина.

## Географија
Провинција Арарат обухвата југозападне делове Јерменије, односно подручје стешњено између Гегамских планина на североистоку и широке Араратске долине уз ток Аракса на југу. Окружен је Котајком са севера, Армавиром са северозапада, на истоку је Гехаркуник а на североистоку је град Јереван. Аракс представља границу са Турском, а на југоистоку је Нахчиванска Република (Азербејџан). У саставу марза се налази и малено село Тигранашен, некада азербејџанска ексклава Карки.
Западни делови марза су високопланинска подручја јужних делова Гегамских планина. Ту се, на надморској висини од 3.660 м налази и врх Спитакасар, највиша тачка марза. На крајњем истоку марза (источно од Каркија) је планина Урц надморске висине од 2.425 метара. Идући ка југу, ка долини Аракса, надморска висина постепено опада до 850 м уз речни ток. То је најнижи део целе Јерменије. У југозападном делу марза, у долини Аракса налази се пешчана Гораванска пустиња.
Клима је континентална. Средња јануарска температура креће се измеђи -1 и -6 °C, а јулска између 25 и 26,5 °C. Количина падавина је доста мала и просечно годишње износи 250—300 мм па се због тога подручје наводњава водом локалних река. Поред Аракса, најважнији водотоци у провинцији су реке Азат и Веди.
Подручје Араратске равнице и Севанског басена се одликује великим бројем сунчаних сати годишње - око 2.700 сати.
У јужном делу Гегамских планина, а на северу марза налази се Хосровски резерват природе, подручје такозваних Хосровских шума које по легенди представљају најстарије вештачки пошумљено подручје на свету. Шума је засађена је у 4. веку по наредби краља Хосрова Котака. Уз границу са марзом Котајк налази се Еребунски резерват.

## Демографија
Према резултатима пописа из 2001. на територији марза је живело 271.800 становника Број становника се благо повећава и према проценама за 2010. ту је живело 279.200 становника. Већина становништва живи у руралним срединама, тако да је у Арарату однос између урбаног и руралног становништва 29:71 у корист сеоске популације.
|                      | 1991.   | 1993.   | 1995.   | 1997.   | 1999.   | 2001.   | 2002.   | 2003.   | 2004.   | 2005.   | 2006.   | 2007.   | 2010.   |
| -------------------- | ------- | ------- | ------- | ------- | ------- | ------- | ------- | ------- | ------- | ------- | ------- | ------- | ------- |
| Становника           | 278.900 | 279.700 | 269.800 | 269.000 | 268.900 | 271.800 | 271.900 | 272.100 | 272.700 | 273.400 | 274.200 | 275.100 | 279.200 |
| Градско становништво | 93.900  | 93.000  | 85.100  | 82.900  | 81.300  | 80.600  | 79.900  | 80.100  | 80.300  | 80.500  | 80.700  | 81.000  | 82.300  |

Током историје хришћанска већина у целој Араратској долини се поступно повлачила пред Турским, Монголским и Персијским освајачима. Јермени се у та подручја враћају поново тек након руских освајања, почев од 1828. године. Већина насеља је задржала турске називе све до средине 20. века када су топонимима враћена јерменска имена.
У марзу се налази укупно 97 насеља (хамајкнера) од којих су 4 градске а 93 сеоске средине. У административном погледу марз је подељен на три рејона чији центри су у градовима Арташат, Масис и Арарат.

## Привреда
Захваљујући веома плодном земљишту, у целој Араратској равници доминантна делатност је пољопривреда. У Араратском марзу највише се узгаја воће (посебно кајсије) и рано поврће, те винова лоза.

## Знаменитости
Широм марза се налазе бројне средњовековне цркве и манастири, од којих је свакако најпознатији манастир Хор Вирап саграђен у XIII веку.
Ту се налазе и остаци античког града Двина, древне јерменске престонице.
- Ararat
- Манастир Хор Вирап
- Араратска равница
- Воћњаци под кајсијама
- Аревшатска црква
- Околина древног града Двина
- Поглед на Арарат